# Guaca (ort)
Guaca är en ort i Colombia.   Den ligger i departementet Santander, i den centrala delen av landet, 290 km nordost om huvudstaden Bogotá. Guaca ligger 2 305 meter över havet och antalet invånare är 1 637.
Terrängen runt Guaca är bergig. Runt Guaca är det ganska glesbefolkat, med 36 invånare per kvadratkilometer. Närmaste större samhälle är San Andrés, 7,2 km söder om Guaca. I omgivningarna runt Guaca växer i huvudsak städsegrön lövskog.